# Insigne de combat des croiseurs auxiliaires
Kriegsabzeichen für Hilfskreuzer
L'insigne de combat des croiseurs auxiliaires, (en allemand, Kriegsabzeichen für Hilfskreuzer), est une décoration militaire allemande du Troisième Reich. Elle fut créée le 24 avril 1941 pour récompenser les marins ayant servi de manière méritante à bord d'un navire marchand armé par la Kriegsmarine.

## Historique
Au début de la Seconde Guerre mondiale, l’Allemagne recrée à partir de 1940 des croiseurs auxiliaires, des navires marchands équipés d’un armement dissimulé. Ceux-ci parcourent pendant de longues missions les voies commerciales en se faisant passer pour des navires de commerce de pays neutres et utilisent cette ruse pour s’attaquer aux voies d’approvisionnement des Alliés, poser des mines et récupérer les équipages des navires allemands coulés.
Ces missions étant un grand succès, mais aussi longues et dangereuses, l’amiral Raeder créé le 24 avril 1941 une distinction dédiée aux équipages de ces navires. La conception de l’insigne est l’œuvre d’Ernst Peeckhaus.

## Description

### Insigne
L’insigne est de forme ovale et mesure 56,5 mm de haut, 44,5 mm de large pour une masse d’environ 30 g,. Il représente au centre un bateau viking idéalisé sur lequel se tient un homme avec une lance et qui vogue sur un globe terrestre. Seul le quart supérieur de celui-ci, montrant l’Europe et l’Atlantique nord, est visible. Cette scène est entourée d’une couronne de feuilles de chêne, au sommet de laquelle se trouve le Reichsadler tenant la croix gammée dans ses serres. Le bateau et la couronne sont de couleur dorée tandis que le globe est argenté.
La première version de l’insigne est fabriquée de 1941 au milieu de l’année 1942, principalement par C.E. Juncker et l’atelier Schwerin de Berlin, les premiers n’étant toutefois pas toujours marqués. Elle est fabriquée en en deux pièces par estampage ou forgeage avec un globe en maillechort ou en alliage blanc, qui est riveté sur une base en tombac doré au mercure. Les reliefs de l’aigle et la croix gammée bénéficient d’une finition par brunissage et, sur les exemplaires Schwerin, les continents du globe terrestre sont mis en évidence par une patine artificielle. La charnière et le crochet retenant l’épingle sont des pièces épaisses, soudées directement sur le revers. L’épingle elle-même se caractérise par son centre plus épais que ses extrémités.
La seconde version est fabriquée est réalisée d’une seule pièce forgée en alliage blanc ou en zinc, doré par galvanoplastie. L’épingle prend la forme d’une fine aiguille, tandis que la charnière et le crochet sont respectivement une tôle et un fil métallique qui ne sont pas soudés directement au revers, mais sur une plaque de montage. Bien que la qualité générale soit moins élevée du fait des matériaux moins nobles et de la technique de production moins élaborée, certains fabricants produisent tout de même des bonnes pièces, avec un niveau de détail parfois plus élevé que sur ceux de la première version. Les insignes fabriqués par Rudolf Souval entre le deuxième quart de 1943 et le dernier quart de 1944 sont ainsi les seuls à détailler les glands de la couronne de feuilles de chêne et la lance du guerrier viking. D’autres en revanche produisent des pièces de faible qualité. C’est notamment le cas du fabricant français Bacqueville, dont la production se caractérise par une épingle horizontale, l’absence de glands sur la couronne de feuilles de chêne et la disproportion de l’aigle.
Il existe par ailleurs une version spéciale de l’insigne en argent doré et dont la croix gammée est ornée de diamants. Cette version n’a été décernée qu’à quelques individus perçus comme particulièrement méritants, par exemple Bernhard Rogge.

### Emballage et accessoires
L’insigne est remis initialement dans une boîte rigide bleue dont la garniture intérieure est en satin et en velours, également de couleur bleue. Ultérieurement, alors que l’évolution du conflit impose des mesures d’économie, l’insigne est emballé dans du tissu est placé dans une simple boîte en carton bleu ou marron.

## Attribution
Les règles définies par l’amiral Raeder le 24 avril 1941 stipulent qu’est éligible à la décoration tout membre d’équipage d’un navire de ce type ayant effectué une mission complète à bord ayant permis de couler ou de capturer des navires marchands adverses ou ayant été blessé au combat ou ayant fait preuve de courage.

## Port
La position réglementaire de l’insigne de combat des croiseurs auxiliaires est sur la poche gauche de l’uniforme, sous les distinctions de rang plus élevé, par exemple la croix de fer de première classe, qui se trouvent à cet emplacement si le récipiendaire en dispose également.

### Liste des fabricants
| Fabricant        | Marque | Dates de fabrication                        | Caractéristiques distinctives                                                                                                 |
| ---------------- | --- | ------------------------------------------- | --- |
| Bacqueville      | Pas de marque | Dernier quart 1940 au premier quart 1944    | Version une pièce estampée, épingle horizontale, couronne de feuilles de chêne plus touffue et sans glands                    |
| Foerster & Barth | Non identifiée. |                                             | |
| C.E. Junker      | Généralement pas d’inscription, sinon « C.E. JUNCKER BERLIN »                                                                         | Début 1941 à mi-1942                        | Version deux pièces, les continents du globe ont une surface texturée, épingle traitée par bleuissage avec une surface sombre |
| Friedrich Orth   | Inscription « fΩ ». |                                             | |
| Schwerin & Sohn  | Grande variété d’inscriptions comportant généralement « SCHWERIN BERLIN » parfois suivi du chiffre 68 ou précédé de la mention AUSF.. | Début 1941 à mi-1942                        | Version deux pièces, patine sombre soulignant les continents sur le globe terrestre, épingle et crochet en alliage blanc      |
| Rudolf Souval    | Initiales R.S. | Deuxième quart 1943 au troisième quart 1944 | Version une pièce, pointe de la lance détaillée, motif à carreaux sur les glands de la couronne de feuilles de chêne          |